# Дървесница
Дървесницата (Hyla arborea) е вид земноводно животно от семейство Дървесници (Hylidae), срещащо се и в България. В миналото дървесниците са използвани като барометър, тъй като реагират с квакане на приближаващ дъжд.
Възрастните дървесници достигат размер 30-40 mm, рядко над 45 mm. Гладкият, блестящ, обикновено листнозелен гръб е отделен от бяло-жълтеникавия до сив корем от тъмна ивица, започваща от ноздрите, над очите и тъпанчето и достигаща до слабините. Задните крака са много по-големи и силни от предните, което им дава възможност да скачат бързо. Главата е закръглена, долната устна е силно провиснала, зеницата е с форма на хоризонтална елипса, а тъпанчето е ясно различимо. Мъжките се отличават от женските по големите кафяво-жълти звукови резонатори в областта на гърлото.

## Разпространение и биотоп
Дървесницата се среща в Северозападна Африка, в Близкия изток до Централен Иран, в Западна и Централна Европа до Южна Швеция на север и в югозападната половина на Източна Европа.
Жабата дървесница предпочита влажни местности – смесени и широколистни гори, планински ливади, градски паркове, най-често в близост до застояли водоеми.
В България се среща в цялата страна до надморска височина от 1300 m, но е намирана в Рила на височина от 2300 m. Разпространен е подвидът H. a. arborea.

## Начин на живот и хранене
Жабата дървесница се храни главно с насекоми, голяма част от които летящи и скачащи.
След размножителния период през пролетта, дървесницата остава в близост до водоемите, в които са снесени яйцата, често по листата на папура. В средата на лятото се преселва по листата на широколистни дървета (топола, липа, елша и други), като в много случаи достига до върха на дървото. При катеренето си се прилепва с разширените краища на пръстите, както и с лепкавата кожа на корема и гърлото.
В кожата на гърба си дървесницата има хроматофори, които ѝ позволяват бързо да променя цвета ѝ от бледожълт до синкаво-черен. Това става в зависимост от възприетия от очите цвят на околната среда, от нейната температура и влажност, както и от физиологичното състояние на жабата.

## Размножаване
Амплексусът при дървесниците е подмишничен. Те снасят през пролетта 600-1000 яйца, разположени в един или няколко плаващи купа. Малките метаморфозират между юни и септември.